# سالوادور مییاس
سالوادور مییاس (انگلیسی: Salvador Mejías؛ زادهٔ ۲۶ آوریل ۱۹۶۳) بازیکن فوتبال اهل اسپانیا است.
از باشگاه‌هایی که در آن بازی کرده‌است می‌توان به باشگاه فوتبال رئال مورسیا، باشگاه فوتبال الچه، باشگاه فوتبال کادیس، و باشگاه فوتبال سلتاویگو اشاره کرد.
وی همچنین در تیم ملی فوتبال زیر ۲۱ سال اسپانیا بازی کرده‌است.